# Hans Vandal
Hans Vandal (født 14. januar 1656 i København, død 10. marts 1710) var en dansk teolog, søn af Sjællands biskop Hans Wandal.
Vandal blev student 1671, lagde sig efter de østerlandske sprog, særlig arabisk, men forsømte derfor ikke teologien. Snart efter at han havde taget attestats, døde hans fader 1675. Han rejste da udenlands, først til England, hvor han gjorde længere ophold i Oxford og Cambridge.
Derefter for han 1677 til Nederlandene, hvor han var sammen med det store følge, som Just Høg havde samlet ved kongressen i Nimwegen; næsten daglig var han gesandtens gæst. I Sept. s. A. kom han til Tyskland, hvor han navnlig blev paavirket af Orthodoxiens vældige Forkæmper, Abr. Calov i Wittenberg; Calov elskede ham som en Søn, siger Vandal selv.
Han indviedes saaledes i hele den da raadende Stridstheologi og blev dens lærvillige Discipel. I det han i Dec. 1678 stod i Begreb med at rejse til Syden, naaede Budskabet orn hans Moders Død ham, og han ilede hjem. Nogen Tid opholdt han sig nu hos sin Morfader, Biskop Peder Winstrup i Lund, der var meget affældig.
Medens han efter dennes Død paa ny 1680 i Familieanliggender opholdt sig i Skåne, fik han Brev om, at han var udnævnt til Rektor i Sorø. Her var han i tre Aar, og under denne Embedstid tog han 1682 Magistergraden. 1683 blev han Professor ved Universitetet i østerlandske Sprog, men rykkede allerede s. A. ved Chr. Nolds Død ind i det theologiske Fakultet.
I 27 Aar var han theologisk Professor og i den Tid 3 Gange Universitetets Rektor. 1687 fik han Doktorgraden. Da Biskop Hans Bagger døde 1693, nærede W. sikkert Haab om at skulle blive hans Efterfølger paa Sjællands Bispestol; og da biskop Bornemann i Aalborg blev foretrukket for ham, følte han dette som en dyb Krænkelse.
I lærdom stod han også højt over Bornemann; men hans velkendte stive, stridssyge ortodoxi har muligen skaffet ham modstandere i regeringen og hindret hans valg. Mellem den hidsige Biskop Bornemann og Vandal udbrød nu en heftig Krig, som først Døden standsede. Striden gjorde ikke nogen af Parterne ære.
Da Hector Gottfried Masius var indviklet i strid med kalvinisterne, kom Vandal, hvis fader også havde løftet en advarende røst mod Genf, sin kollega til undsætning med et dansk skrift Sandfærdig og kort Underretning om den kalvinske Lærdoms Urigtighed (1690, ny Udgave 1695), som er en dygtigt og ganske mærkeligt Arbejde (oversat på tysk 1697).
Som Lærebog for de studerende udgav han 1700 et Grundrids («Hypotyposis») af Theologien, som i ny Udgave ogsaa behandlede kasuistiske Spørgsmaal. Bogen blev flittig benyttet ved Universiteterne baade hjemme og ude og tryktes i Leipzig 1727 i 6. Udg. Hans Forelæsninger over Romerbrevet (paa Latin) bleve udgivne af hans Søn 1739.
Desforuden har man fra hans hånd en betydelig række akademiske afhandlinger over teologiske Æmner. Når han døde skrev professor Søren Lintrup sørgeprogram over ham.